# Francia en los Juegos Olímpicos de Sarajevo 1984
Francia estuvo representada en los Juegos Olímpicos de Sarajevo 1984 por un total de 32 deportistas que compitieron en 7 deportes.  
El portador de la bandera en la ceremonia de apertura fue el biatleta Yvon Mougel.

## Medallistas
El equipo olímpico francés obtuvo las siguientes medallas:
| Nombre        | Deporte      | Competición       |
| ------------- | ------------ | ----------------- |
| Oro           |              |                   |
| —             |              |                   |
| Plata         |              |                   |
| Perrine Pelen | Esquí alpino | Eslalon F         |
| Bronce        |              |                   |
| Didier Bouvet | Esquí alpino | Eslalon gigante F |
| Perrine Pelen | Esquí alpino | Eslalon M         |